# Alte Elbe
Alte Elbe ist die Bezeichnung für abgeschnittene, ehemalige Flussabschnitte (Altarme) der Elbe, wie sie bei der Berührung zweier Flussschlingen (Mäander), nach Laufverlagerungen oder Flussbegradigungen entstehen.

## Dornburger Alte Elbe
Das längste Stück „Alte Elbe“ ist die Dornburger Alte Elbe, sie zweigt südöstlich von Magdeburg bei Dornburg vom Hauptstrom ab und verläuft in vielen Schlingen ca. 20 km parallel zur Elbe; sie endet auf Höhe Magdeburg-Salbke. Nahe Plötzky zweigt der Elbe-Umflutkanal von der Alten Elbe ab und gelangt bei Lostau (nordöstlich von Magdeburg) in die Elbe zurück. Im Abschnitt ab dem Umflutkanal ist die Dornburger Alte Elbe infolge der Abriegelung vom Frischwasserzufluss inzwischen von Verlandung bedroht. 
Der Bund für Umwelt und Naturschutz Deutschland (BUND) setzt sich seit dem Jahr 2010 für die Revitalisierung der Dornburger Alten Elbe ein, um den Verlandungsprozess aufzuhalten. Nachdem das Projekt im Jahr 2010 unter anderem an Fragen der Zuständigkeit scheiterte, unterzeichneten im Frühjahr 2017 die Anlieger-Kommunen Magdeburg, Schönebeck und Salzlandkreis gemeinsam mit Vertretern des Landesbetriebes für Hochwasserschutz und Wasserwirtschaft, des Umweltministeriums, des Biosphärenreservates Mittelelbe und des Unterhaltungsverbandes eine gemeinsame Erklärung zur Revitalisierung der Alten Elbe. In der Projektbeschreibung des BUND wird eine Lösung vorgeschlagen, bei der der abzubaggernde Schlamm in den flussaufwärts gelegenen Teil des Gewässers verbracht wird und dort verbleibt. Damit unterliegt der mit Schwermetallen (vor allem Arsen) belastete Schlamm nicht dem Abfallrecht. Nach Aussagen des BUND ist die Schwermetallbelastung auf den Bergbau des 16. Jahrhunderts im Oberlauf der Elbe zurückzuführen und kein Spezifikum der Alten Elbe, sondern im gesamten ehemaligen Überschwemmungsgebiet der Elbe in ähnlicher Höhe nachzuweisen.

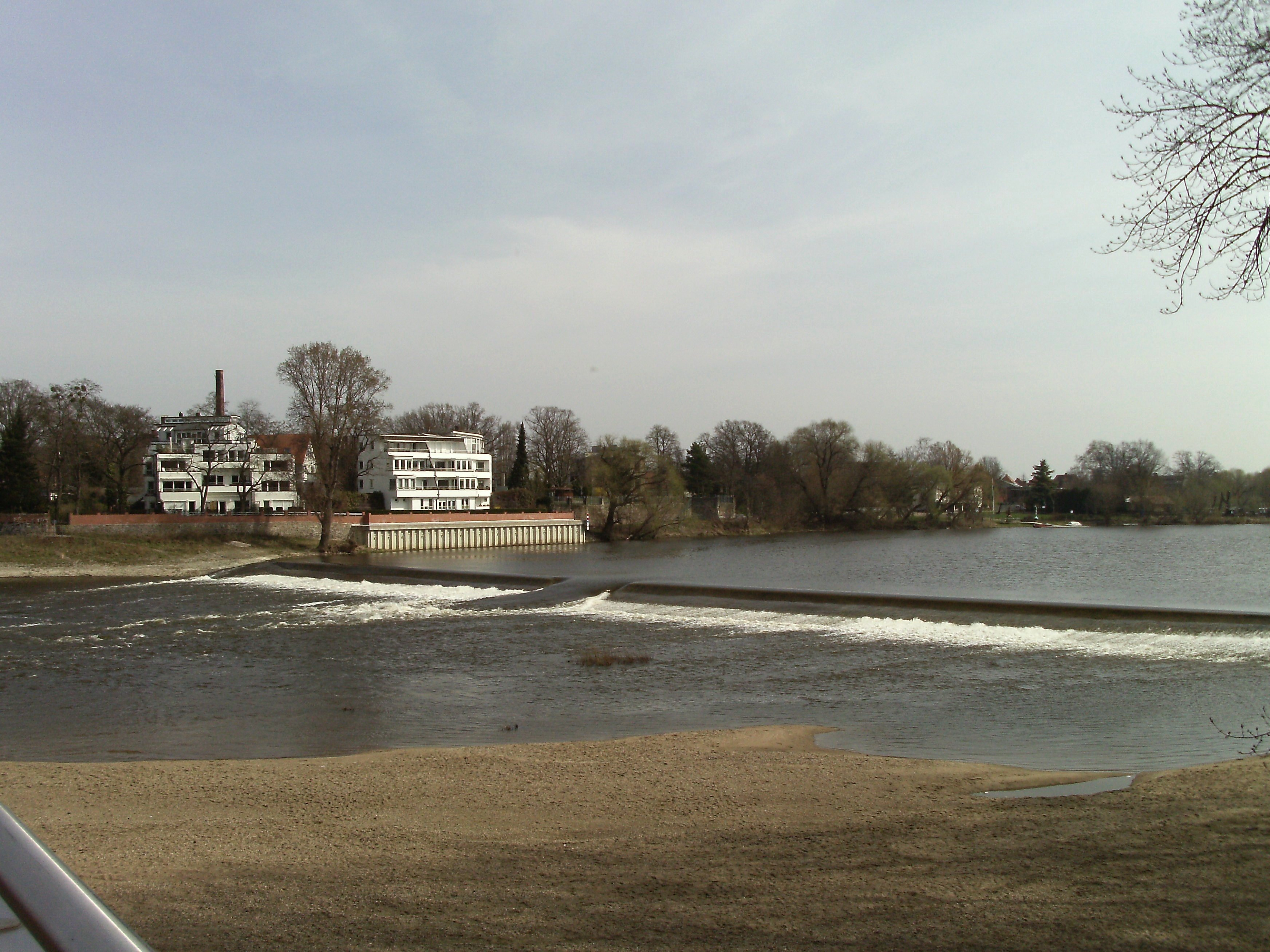
Alte Elbe am Cracauer Wasserfall

## Magdeburger Alte Elbe
Im Bereich der Stadt Magdeburg spaltet sich die Elbe in einen westlichen, die Stromelbe, und einen östlichen Arm, die Alte Elbe. Beide Flussläufe umfließen die Rotehorninsel und vereinen sich noch im Stadtgebiet wieder. Die Alte Elbe ist für den Schiffsverkehr nicht befahrbar. Sie wird von einem Wehr, dem Cracauer Wasserfall, gesperrt. Das Wehr soll bei Niedrigwasser ausreichenden Wasserstand der Stromelbe für die Schifffahrt aufrechterhalten. Nur bei höheren Wasserständen erfolgt eine stärkere Durchströmung der Alten Elbe (siehe Weblink).